# Caserne Taksim

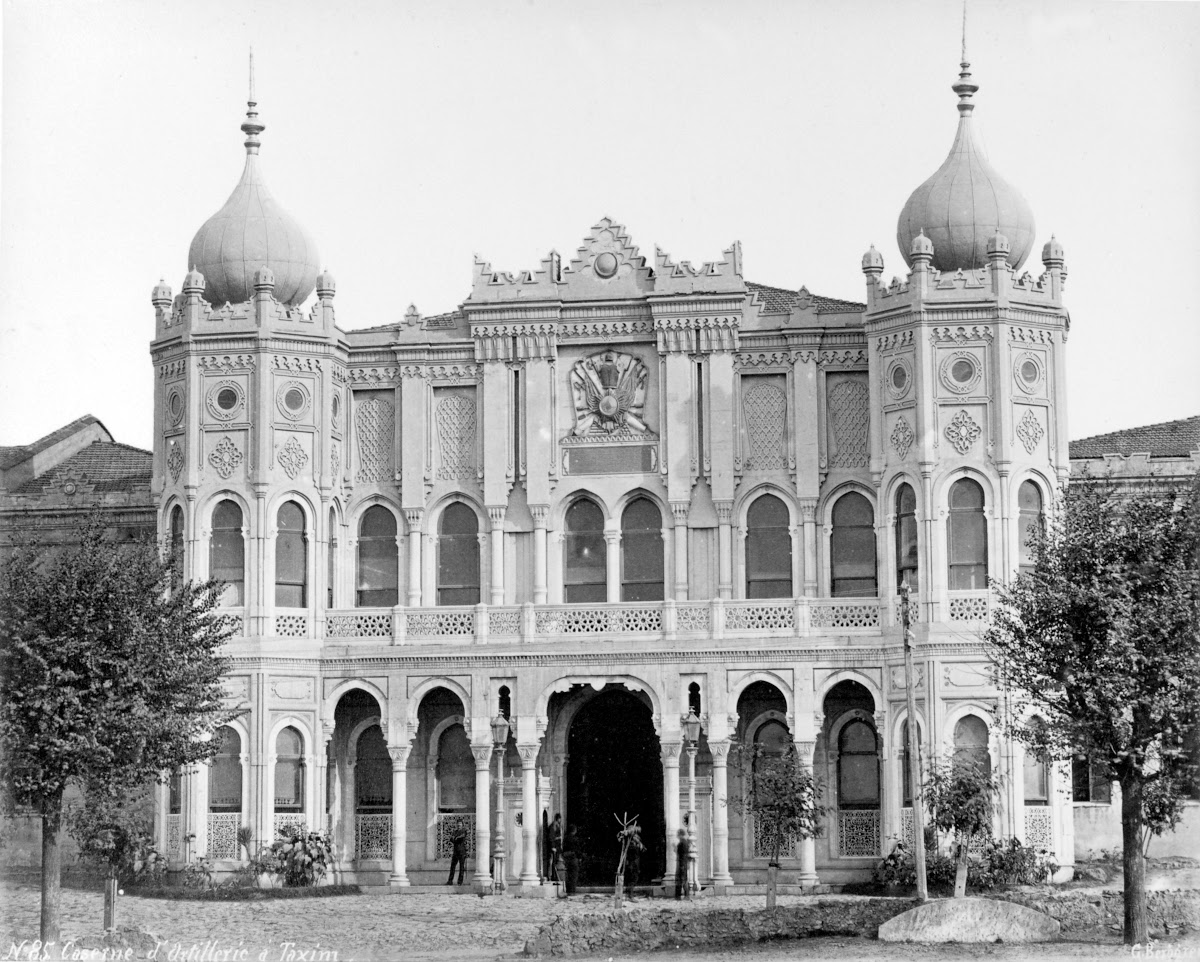
Caserne Taksim

La caserne Taksim (en turc : Taksim Kışlası ou Halil Paşa Topçu Kışlası) est un édifice qui se trouvait à l'emplacement de l'actuel parc Gezi Taksim au centre d'Istanbul en Turquie à proximité immédiate de la place Taksim. Elle a été édifiée en 1806 sous le règne du sultan ottoman Selim III. Lors de l'incident du 31 mars 1909, l'édifice subit des dommages importants. La cour intérieure de la caserne devient par la suite le stade de Taksim (en) en 1921, le premier stade de football turc. Il sera utilisé par les plus grands clubs de la ville, Beşiktaş J.K., Galatasaray S.K. et Fenerbahçe S.K.. Le stade est fermé en 1939 puis démoli l'année suivante alors que d'importants travaux de rénovations sont entrepris place Taksim.

## Projet de reconstruction
Le 16 septembre 2011, l'assemblée de la municipalité de Beyoğlu annonce le projet de reconstruction de la caserne. Cela alors que le parc Gezi est une zone protégée en tant qu'espace vert. Les autorités font jouer les statuts protégeant les monuments historiques pour contourner l'interdiction. Il n'existe à cette date plus aucune trace de l'édifice sur le terrain. Il est prévu que la structure accueille dans ses murs un centre commercial
Ce projet a provoqué un vif mécontentement en 2013. Alors que des manifestants tentaient d'empêcher les autorités de détruire le parc qui est l'un des rares espaces verts de la ville. Les affrontements qui en ont résulté sont le point de départ des manifestations du parc Taksim Gezi, un mouvement qui dépasse les simples enjeux locaux et qui a pris une dimension nationale.